# Klaus Gereon Beuckers
Klaus Gereon Beuckers (* 26. August 1966 in Köln) ist ein deutscher Kunsthistoriker.
Klaus Gereon Beuckers beendete 1982 das Gymnasium in Königswinter-Oberpleis nach der zehnten Klasse und absolvierte von 1982 bis 1985 eine Lehre als Tischler in Neuwied, die er 1985 als Geselle abschloss. Von 1985 bis 1988 besuchte er das Ketteler-Kolleg des Bistums Mainz, 1988 legte er das Abitur ab und studierte von 1988 bis 1994 an den Universitäten Bonn, Mainz und Köln Kunstgeschichte, Mittlere und Neue Geschichte, Vergleichende Religionswissenschaft und Katholische Theologie. Im Juli 1993 wurde er in Bonn bei dem Kunsthistoriker und Mittelalterarchäologen Hugo Borger mit einer Arbeit zum Thema Die Ezzonen und ihre Stiftungen. Eine Untersuchung zur Stiftungstätigkeit im 11. Jahrhundert promoviert. Von 1994 bis 1995 war Beuckers wissenschaftlicher Mitarbeiter der Kölner Dombauverwaltung bei der archäologischen Grabung unter dem Kölner Dom. 1995 ging er als wissenschaftlicher Angestellter an das Institut für Kunstgeschichte der Universität Karlsruhe. Am 19. Mai 1999 erhielt er dort die venia legendi, der Titel seiner Habilitationsschrift war Köln: Die Kirchen in gotischer Zeit. Zur spätmittelalterlichen Sakralbautätigkeit an den Kloster-, Stifts- und Pfarrkirchen in Köln. Ab April 2000 lehrte Beuckers an der Universität Stuttgart, die Ernennung zum außerplanmäßigen Professor erfolgte am 27. März 2006. Am 24. April 2008 wurde Beuckers Leiter des LWL-Landesmuseums für Klosterkultur in Kloster Dalheim (Lichtenau), jedoch bereits nach wenigen Monaten zum Wintersemester 2008/09 als Professor für Kunstgeschichte an die Universität Kiel berufen.
Beuckers Forschungsschwerpunkt ist die Kunst und Architektur des Mittelalters sowie die Kunst nach 1945.

## Schriften (Auswahl)
Monografien
- Die Ezzonen und ihre Stiftungen. Eine Untersuchung zur Stiftungstätigkeit im 11. Jahrhundert (= Kunstgeschichte. Bd. 42). Lit Verlag, Münster u. a. 1993, ISBN 3-89473-953-3, (Zugleich: Bonn, Universität, Dissertation, 1993).
- Köln: Die Kirchen in gotischer Zeit. Zur spätmittelalterlichen Sakralbautätigkeit an den Kloster-, Stifts- und Pfarrkirchen in Köln (= Stadtspuren – Denkmäler in Köln. Bd. 24). Bachem, Köln 1998, ISBN 3-7616-1372-5.
- Rex iubet – Christus imperat. Studien zu den Holztüren von St. Maria im Kapitol und zu Herodesdarstellungen vor dem Investiturstreit (= Veröffentlichungen des Kölnischen Geschichtsvereins e. V. Bd. 42). SH-Verlag, Köln 1999, ISBN 3-89498-069-9.
- Der Kölner Dom. Wissenschaftliche Buchgesellschaft, Darmstadt 2004, ISBN 3-534-15737-0.
- Der Essener Marsusschrein. Untersuchungen zu einem verlorenen Hauptwerk der ottonischen Goldschmiedekunst (= Institut für Kirchengeschichtliche Forschung des Bistums Essen. Quellen und Studien. Bd. 12). Aschendorff, Münster 2006, ISBN 3-402-06251-8.
- mit Ulrich Knapp (Fotos): Farbiges Gold. Die ottonischen Kreuze in der Domschatzkammer Essen und ihre Emails. Domschatzkammer Essen, Essen 2006, ISBN 3-00-020039-8.
- Das Prachtevangeliar aus Mariengraden. Ein Meisterwerk der salischen Buchmalerei. Mit einem Vorwort von Harald Horst und einem Beitrag von Doris Oltrogge. Quaternio, Luzern 2018.
- Kreuzeslob. Frühmittelalterliche Bildgedichte von Hrabanus Maurus. Kunsthistorischer Kommentar zur Faksimile-Edition der Handschrift aus der Biblioteca Apostolica Vaticana Reginensis latinus 124. Belser Verlag, Stuttgart 2019.

Herausgeberschaften
- mit Holger Brülls und Achim Preiss: Kunstgeschichtliche Studien. Hugo Borger zum 70. Geburtstag. VDG – Verlag und Datenbank für Geisteswissenschaften, Weimar 1995, ISBN 3-929742-79-9.
- mit Johannes Cramer und Michael Imhof: Die Ottonen. Kunst – Architektur – Geschichte. Imhof, Petersberg 2002, ISBN 3-932526-91-0.
- Architektur für Forschung und Lehre. Universität als Bauaufgabe. Beiträge zur Tagung des Kunsthistorischen Instituts der Christian-Albrechts-Universität zu Kiel am 5. bis 7. Juni 2009 (= Kieler kunsthistorische Studien. NF Bd. 11). Ludwig, Kiel 2010, ISBN 978-3-86935-035-6.
- Die mittelalterlichen Wandmalereien zwischen Rhein, Neckar und Enz (= Heimatverein Kreichgau, Sonderveröffentlichungen. Bd. 35), Ubstadt-Weiher 2011.
- mit Patricia Peschel: Kloster Bebenhausen. Neue Forschungen, Bruchsal 2011.
- Dé-coll/age und Happening. Zum Werk von Wolf Vostell (1932–1998). Tagung des Kunsthistorischen Instituts der Christian-Albrechts-Universität zu Kiel am 3. Dezember 2011 (= Kieler kunsthistorische Studien. N.F. Bd. 15). Ludwig, Kiel 2012, ISBN 978-3-86935-145-2.
- mit Elizabeth den Hartog: Kirche und Kloster, Architektur und Liturgie im Mittelalter. Festschrift für Clemens Kosch zum 65. Geburtstag. Schnell und Steiner, Regensburg 2012, ISBN 978-3-7954-2681-1.
- Äbtissin Hitda und der Hitda-Codex (Universitäts- und Landesbibliothek Darmstadt, Hs. 1640). Forschungen zu einem Hauptwerk der ottonischen Kölner Buchmalerei. Wissenschaftliche Buchgesellschaft, Darmstadt 2013, ISBN 978-3-534-25379-1.
- mit Hans-Edwin Friedrich: Wolf Vostell: Dé-coll/age als Manifest – Manifest als Dé-coll/age. Manifeste, Aktionsvorträge, Essays (= neoAvantgarden. Bd. 3). edition text + kritik, München 2014, ISBN 978-3-86916-260-7.
- mit Staatliche Schlösser und Gärten in Baden-Württemberg: Neue Forschungen. Stadt, Schloss und Residenz Urach. Schnell & Steiner, Regensburg 2014, ISBN 978-3-7954-2825-9.
- Ulrich Kuder: Studien zur ottonischen Buchmalerei (= Kieler Kunsthistorische Schriften. N.F. Bd. 17), 2 Bände, Kiel 2018, ISBN 978-3-86935-296-1.
- unter Mitarbeit von Sören Gross: Kloster Großcomburg. Neue Forschungen, Schnell & Steiner, Regensburg 2019, ISBN 978-3-7954-3442-7.
- Bibliotheksarchitektur um 1900. Die Kieler Universitätsbibliothek von Gropius und Schmieden im Kontext europäischer Bibliotheksbauten (= Kieler kunsthistorische Studien. N.F. Bd. 20). Ludwig, Kiel 2020, ISBN 978-3-86935-379-1.
- Das Marinelazarett in der Kieler Wik. Eine Pavillonanlage und ihre bautypologischen Vorbilder. Mit einem Beitrag von Nadine Waschull und einem Reprint des Buches von Paul Arendt (1907) von Jens Lowartz (= Kieler Kunsthistorische Studien. N.F. Band 19). Ludwig, Kiel 2020, ISBN 978-3-86935-389-0.
- Die Zisterzienserabtei Salem. Neue Forschungen. Kunstverlag Josef Fink, Lindenberg 2023, ISBN 978-3-95976-409-4.
- mit Charlott Hannig: Die Sammlung Domnick. Ihr Bestand und ihre Bedeutung für die Moderne nach dem Zweiten Weltkrieg. Michael Imhof Verlag, Petersberg 2023, ISBN 978-3-7319-1370-2.
- mit Cornelius Hopp: Die kölnisch-niederrheinische Spätromanik. Neue Aspekte eines Forschungsfeldes hochmittelalterlicher Architektur. Böhlau, Köln 2024, ISBN 978-3-412-53129-4.
- Klaus Gereon Beuckers, Nick Böhnke (Hrsg.): Sehen Sie – überall. Studien zu den frühen Aktionen von Wolf Vostell. Kiel 2025. ISBN 978-3-910591-55-4.[1]